# Atletisme als Jocs Olímpics d'Estiu de 1904 - 400 metres tanques homes
La prova dels 400 metres tanques masculins va ser una de les proves disputades durant els Jocs Olímpics de Saint Louis de 1904. La prova es va disputar el 31 d'agost de 1904 i hi van prendre part 4 atletes, tots dels Estats Units.

## Medallistes
| Or            | Plata        | Bronze       |
| Harry Hillman | Frank Waller | George Poage |

## Rècords
Aquests eren els rècords del món i olímpic (en segons) que hi havia abans de la celebració dels Jocs Olímpics de 1904.
| Rècord del Món | 56,4" (*) | Jerome Buck      | Nova York (USA) | 19 de setembre de 1896 |
| Rècord Olímpic | 57.6(**)  | Walter Tewksbury | París (FRA)     | 15 de juliol de 1900   |

(*) no oficial 440 iardes (= 402.34 m)
(**) Aquest rècord es va fer en un estadi amb una pista de 500 metres de circumferència.
Harry Hillman va córrer en 53,0", però les tanques tenien una alçada de tan sols 30 polzades (76 cm), cosa que invalida el rècord.

## Resultats

### Final
| Posició | Atleta         | Temps      |
| ------- | -------------- | ---------- |
| Or      | Harry Hillman  | 53,0"      |
| Plata   | Frank Waller   | 53,2"      |
| Bronze  | George Poage   | desconegut |
| 4       | George Varnell | desconegut |